# Gonzeville
Gonzeville is een gemeente in het Franse departement Seine-Maritime (regio Normandië) en telt 106 inwoners (2009). De plaats maakt deel uit van het arrondissement Rouen.

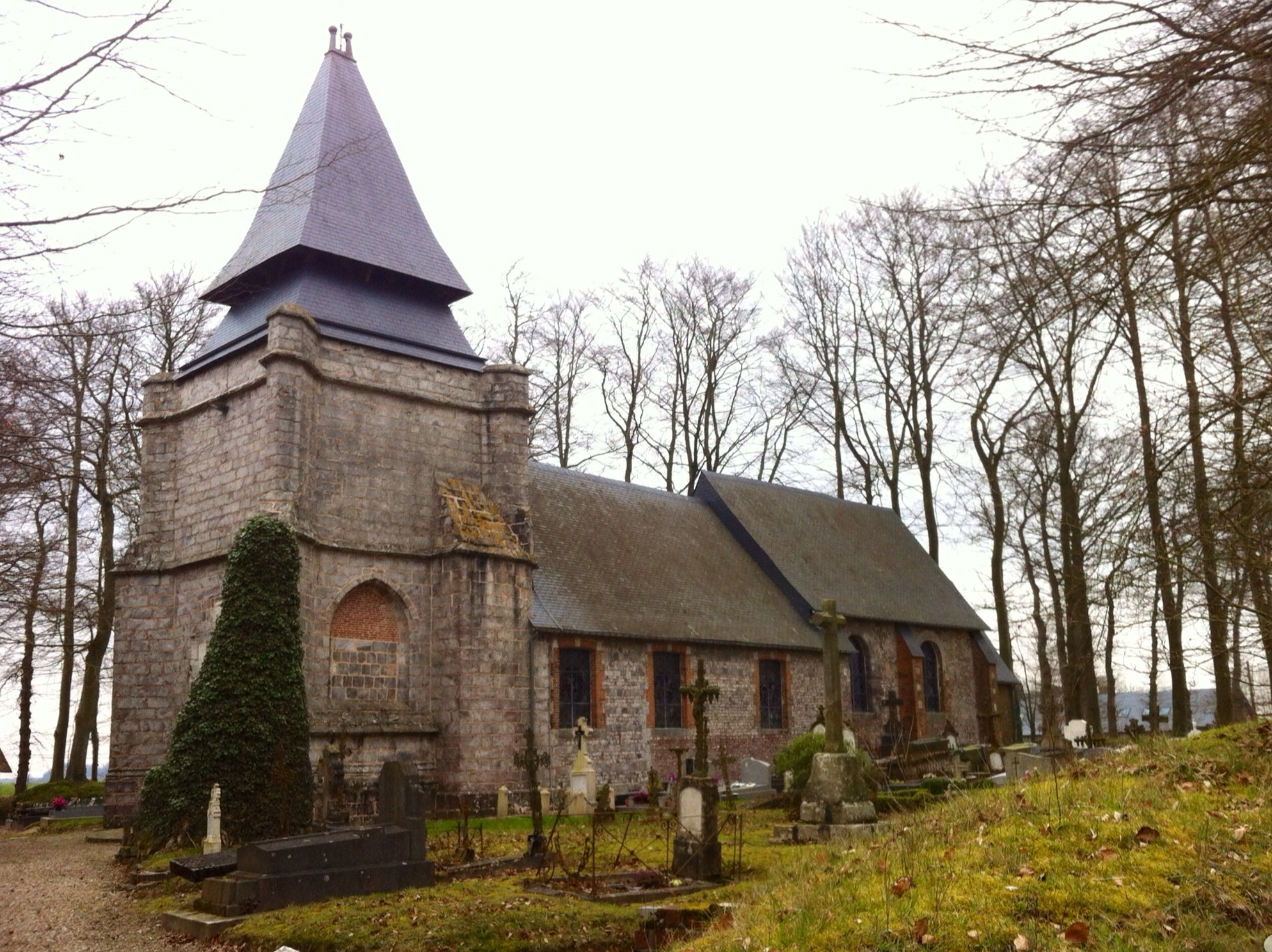
Kerk van St Samson
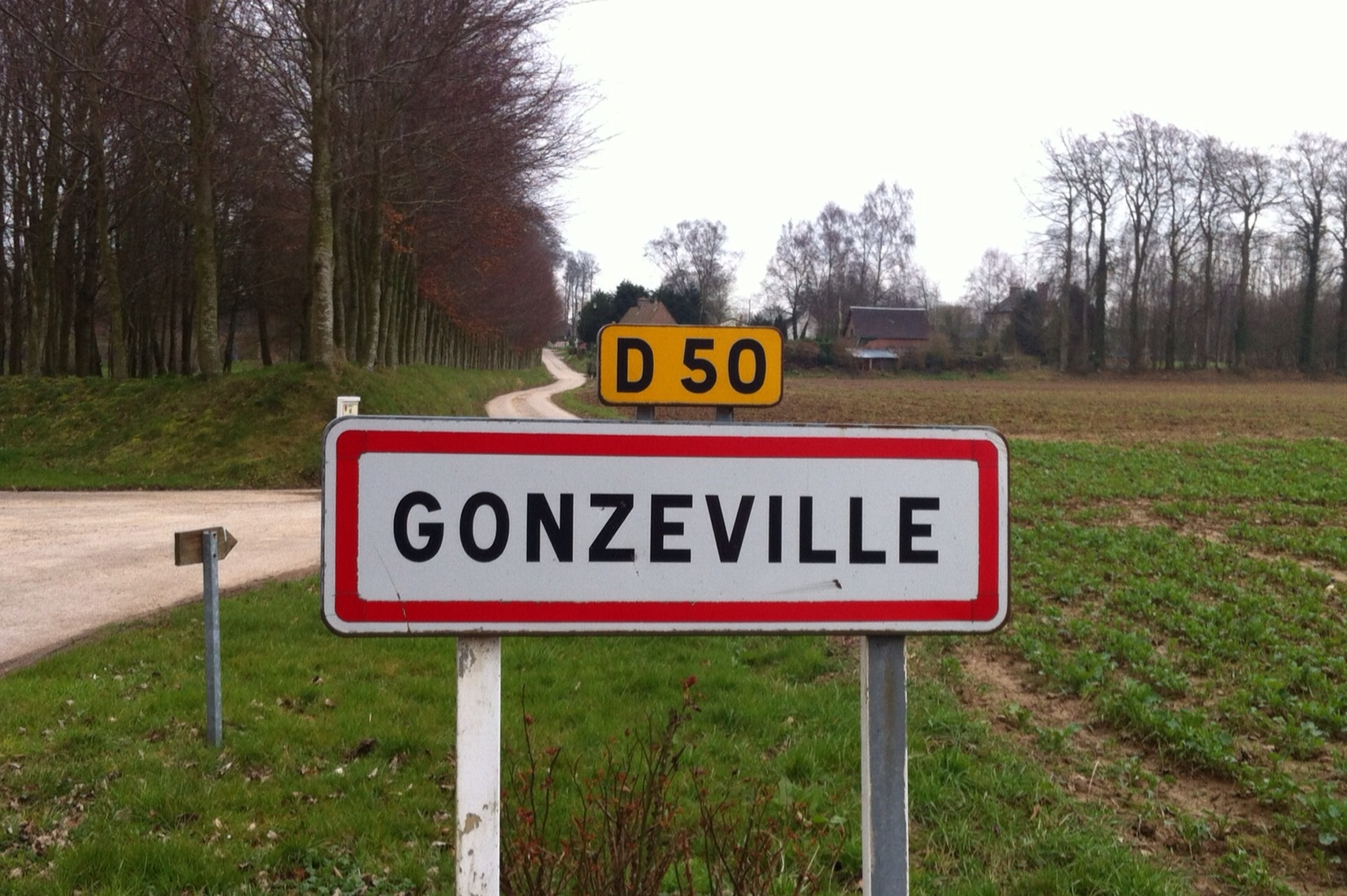
Gonzeville

## Geografie
De oppervlakte van Gonzeville bedraagt 4,9 km², de bevolkingsdichtheid is dus 21,6 inwoners per km².
De onderstaande kaart toont de ligging van Gonzeville met de belangrijkste infrastructuur en aangrenzende gemeenten.

## Demografie
Onderstaande figuur toont het verloop van het inwonertal (bron: INSEE-tellingen).